# Frank Gay Clarke

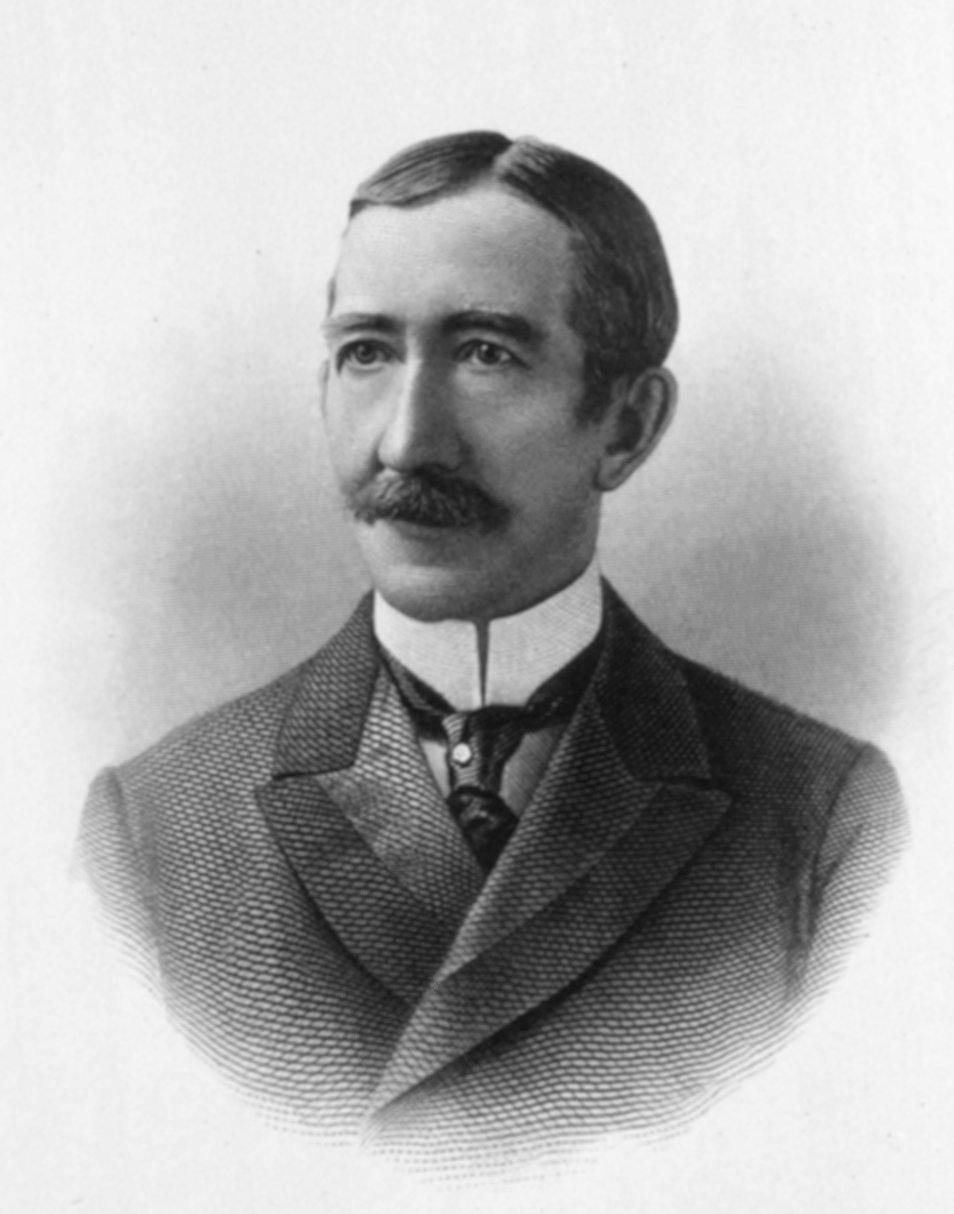
Frank Gay Clarke

Frank Gay Clarke (* 10. September 1850 in Wilton, Hillsborough County, New Hampshire; † 9. Januar 1901 in Peterborough, New Hampshire) war ein US-amerikanischer Politiker. Zwischen 1897 und 1901 vertrat er den Bundesstaat New Hampshire im US-Repräsentantenhaus.

## Werdegang
Frank Clarke besuchte die Kimball Union Academy in Meriden und danach das Dartmouth College in Hanover. Nach einem anschließenden Jurastudium und seiner 1876 erfolgten Zulassung als Rechtsanwalt begann er in Peterborough diesen Beruf zu praktizieren.
Clarke war Mitglied der Republikanischen Partei. Im Jahr 1885 wurde er in das Repräsentantenhaus von New Hampshire gewählt. Danach war er bis 1887 als Oberst militärischer Berater im Stab des Gouverneurs von New Hampshire. Im Jahr 1889 wurde Clarke in den Senat von New Hampshire gewählt. Zwei Jahre später war er erneut Abgeordneter im Repräsentantenhaus des Staates, dessen Speaker er 1891 wurde.
1896 wurde Clarke im zweiten Wahlbezirk von New Hampshire in das US-Repräsentantenhaus in Washington gewählt, wo er am 4. März 1897 die Nachfolge von Henry Moore Baker antrat. Nach einer Wiederwahl im Jahr 1898 konnte er sein Mandat im Kongress bis zu seinem Tod am 9. Januar 1901 ausüben. Während seiner Zeit als Kongressabgeordneter kam es 1898 zum Spanisch-Amerikanischen Krieg und in dessen Folge zum Anschluss einiger neuer Gebiete, darunter auch die Philippinen, an die Vereinigten Staaten.